# Chauliodus danae
Chauliodus danae es una especie de pez de la familia Stomiidae en el orden de los Stomiiformes.

## Morfología
• Los machos pueden llegar alcanzar los 15 cm de longitud total.

## Alimentación
Come peces hueso y crustáceos.

## Hábitat
Es un pez de mar y de aguas profundas que vive hasta 500 m de profundidad.

## Distribución geográfica
Se encuentra en el Atlántico oriental (desde Portugal hasta Cabo Verde) el Atlántico occidental (el Golfo de México y el este del Caribe)  y el Atlántico noroccidental (Canadá).